# Živa zajednica
Živa zajednica – Lebendige Gemeinde ist eine monatlich erscheinende zweisprachige Zeitschrift der kroatischen katholischen Gemeinden in Deutschland. Herausgeber ist die Kroatenseelsorge in Deutschland. Die Zeitschrift erscheint in Frankfurt am Main.
Die erste Nummer erschien im September 1978. Die Zeitung war zunächst eher ein internes Gemeindeblatt, doch im Laufe der Zeit wurden neben religiösen und kirchlichen Themen auch allgemeine gesellschaftliche Themen behandelt, insbesondere solche, die sich auf das Leben der Kroaten in Deutschland bezogen, sowie das Leben und die Aktivitäten der kroatischen katholischen Missionen und ihrer Mitglieder.
Im Rahmen der Feierlichkeiten zum 40. Jahrestag der Veröffentlichung der ersten Ausgabe wurde eine Online-Ausgabe des Magazins in Form eines Webportals gestartet.
Seit 2015 erscheint die Zeitung statt zehn Mal im Jahr nur noch sieben Mal.

## Hauptredakteure
- fra Bernard Dukić (1978–1979)
- fra Ignacije Vugdelija (1979–1991)
- don Ante Živko Kustić (1991–1993)
- fra Anto Batinić (1994–2002)
- Adolf Polegubić (seit 2002)

Quelle: Kroatenseelsorge in Deutschland